# Léon
Léon (gaskonsko Lon) je naselje in občina v francoskem departmaju Landes regije Akvitanije. Naselje je leta 2009 imelo 1.830 prebivalcev.

## Geografija
Kraj leži v pokrajini Gaskonji 30 km severozahodno od Daxa.

## Uprava
Občina Léon skupaj s sosednjimi občinami Castets, Lévignacq, Linxe, Lit-et-Mixe, Saint-Julien-en-Born, Saint-Michel-Escalus, Taller, Uza-les-Forges in Vielle-Saint-Girons sestavlja kanton Castets s sedežem v Castetsu. Kanton je sestavni del okrožja Dax.

## Zanimivosti
- cerkev sv. Saturnina,
- naravni rezervat Courant d'Huchet, priobalna reka z jezerom étang de Léon.

## Pobratena mesta
- Vagos (Portugalska);